# Bougy-lez-Neuville
Bougy-lez-Neuville är en kommun i departementet Loiret i regionen Centre-Val de Loire strax norr Frankrikes mitt. Kommunen ligger i kantonen Neuville-aux-Bois som tillhör arrondissementet Orléans. År 2022 hade Bougy-lez-Neuville 156 invånare.

## Befolkningsutveckling
Antalet invånare i kommunen Bougy-lez-Neuville
| Referens: INSEE |